# Магасумов, Фатхулла Бурхаевич
Фатхулла Бурхаевич Магасумов (баш. Фәтҡулла Борхай улы Мәғәсүмов, ок.1892—1921) — деятель Башкирского национального движения. Один из руководителей Бурзян-Тангауровского восстания.

## Биография
Магасумов Фатхулла Бурхаевич родился около 1892 года в деревне Старомуйнаково Троицкого уезда Оренбургской губернии, ныне Учалинского района Республики Башкортостан.
Принимал участие в Первой мировой войне и Гражданской войне в России. Служил в звании прапорщика.
Летом 1920 года Магасумовым был сформирован повстанческий отряд, который разгромил партийные ячейки в Тамьян-Катайском кантоне.
С сентября 1920 года являлся командующим объединёнными повстанческими формированиями («Башкирской Красной Армии», см. Бурзян-Тангауровское восстание). В конце сентября 1920 года бои отряда Фаткуллы Магасумова с большевиками шли в 40 километрах от Златоуста. Численность его повстанческого войска доходит до 3000 человек, в которую кроме башкир также вошли казачьи отряды Выдрина и Луконина. Были захвачены военный комиссариат и казарма батальона города Златоуст, однако вскоре повстанцы были отбиты из города частями РККА.
26 ноября 1920 года между представителями ЦИК БАССР и представителями Башобкома РКП(б) под руководством П. Н. Мостовенко и с частью руководителей восстания во главе с С. Ш. Мурзабулатовым заключают соглашение. В соответствии с ним прекращается работа Реввоенсовета Башкирской Красной Армии, гарантируется амнистия для добровольно сложивших оружие повстанцев, обвиняемые в применении насилия против башкирского населения Е. В. Поленов, М. Руденко и другие должны были привлекаться к уголовной ответственности. Однако Фаткулла Магасумов и некоторые другие руководители повстанцев отказались верить советским властям и продолжили борьбу.
Весной 1921 года совместно с Г. Я. Амантаевым примкнул к повстанческому отряду Охранюка-Черского (см. Крестьянское повстанческое движение в Башкортостане). Был назначен командующим вооруженными силами башкир на юге Автономной Башкирской Советской Республики.
В начале июня 1921 года совместно с Г. Я. Амантаевым вёл переговоры с председателем Бурзян-Тангауровского кантисполкома К. А. Идельгужиным. В ходе переговоров лидеры повстанцев выдвинули ряд условий по прекращению восстания, среди которых были требования о полной амнистии участников восстания, возвращении в республику членов Башревкома 1-го состава, высылке всех «вредных элементов для существования автономии» за территорию республики и другие.
В 1921 году был арестован и убит.